# جان داكس
جان داكس (بالفرنسية: Jean Dax)‏ هو ممثل فرنسي، ولد في 17 سبتمبر 1879 في الدائرة العاشرة في باريس في فرنسا، وتوفي في 6 يونيو 1962 في الدائرة الثامنة عشرة في باريس في فرنسا.

## وصلات خارجية
- جان داكس على موقع IMDb (الإنجليزية)
- جان داكس على موقع أول موفي (الإنجليزية)
- جان داكس على موقع قاعدة بيانات الأفلام السويدية (السويدية)
- جان داكس على موقع قاعدة بيانات الفيلم (الإنجليزية)
- جان داكس على موقع كينوبويسك (الروسية)